# U Scorpii
U Scorpii, o U Sco, è una nova ricorrente che nella volta celeste appare posizionata nella costellazione dello Scorpione: il suo nome è usato per denominare una sottoclasse di nove ricorrenti che ha come caratteristica di avere come stella secondaria una nana gialla.

## Il sistema stellare di U Scorpii
Il sistema stellare di U Scorpii è costituito da un sistema stellare binario con un periodo orbitale di 29,53 ore e da un disco di accrescimento. Il sistema stellare binario è costituito da una nana bianca, del tipo ONe (Ossigeno-Neon) e da una nana gialla di classe spettrale G5 IV di magnitudine apparente 18.9 V: la notevole distanza dal Sistema solare non permette con gli attuali telescopi, anche spaziali, di conoscere i parametri fisici esatti delle due stelle. 
Le due stelle hanno un periodo di rivoluzione attorno al baricentro comune di 1,2305631 giorni, la distanza tra i centri delle due stelle è di ~ 0,0214 UA, la stella secondaria ha un diametro di ~2.3 R⊙ pari a circa 0,0106996 UA, ossia la sua superficie arriva fino al baricentro del sistema.
Si ritiene, con elevata attendibilità, che la nana bianca abbia una massa dell'ordine di 1,37 M☉
.
Parimenti non sono conosciuti i parametri fisici del disco di accrescimento, costituito da idrogeno, e della massa annua con cui viene alimentato dalla stella secondaria; tale massa dovrebbe essere dell'ordine del decimilionesimo di massa solare all'anno.

## Fenomenologia
Sotto l'azione dell'elevatissimo campo gravitazionale della nana bianca, masse di gas della stella compagna che hanno raggiunto il lobo di Roche vanno ad alimentare il disco d'accrescimento in orbita attorno alla nana bianca; al raggiungimento di una massa critica, cadono sulla sua superficie dove l'impatto con la superficie stellare provoca l'istantanea trasformazione dell'energia cinetica del gas in calore così intenso da innescare termicamente la fusione nucleare dell'idrogeno (runaway thermonuclear reaction in inglese), evento che dà origine al fenomeno della nova; risultato dell'esplosione termonucleare è un aumento di luminosità su tutto lo spettro elettromagnetico e l'espulsione di materia a velocità che raggiungono ~ 10.000 km/s. Durante le esplosioni U Sco diviene una sorgente di raggi X. L'esplosione termonucleare provoca l'espulsione dalla nana bianca di circa 1/10.000.000 masse solari. Una questione non ancora risolta definitivamente è se le nove ricorrenti siano i progenitori delle supernova di tipo Ia; questo non dovrebbe essere il caso di U Sco in quanto la nana bianca è del tipo ONe (Ossigeno-Neon).

## Variazioni di luminosità
Quando esplode U Scorpii passa dalla magnitudine di quiescenza al picco in un tempo molto breve dell'ordine delle 6-12 ore; nell'esplosione del 2010 fu registrato un aumento di luminosità di 10,15 magnitudini in banda V in 0,9885 giorni, tanto veloce da passare dalla magnitudine di quiescenza al picco e oltre il picco in meno di un giorno.
Nel visibile si osserva un aumento di oltre 10 magnitudini che porta il sistema stellare ad un picco di 7,5a nel V e 7,8 nel B. La caduta di luminosità dopo il picco dell'esplosione è più lenta dell'ascesa ma rispetto a quella delle altre nove è molto rapida, dell'ordine di pochi giorni; subito dopo il picco è dell'ordine di 0,6a per giorno.
Il sistema da luogo anche a profonde eclissi di 0,8a nel B con una periodicità di 1,23 giorni.
Durante le esplosioni il sistema presenta una curva di luminosità a plateau ossia dopo aver raggiunto il picco di luminosità inizia una discesa che viene interrotta per un certo numero di giorni duranti i quali la luminosità rimane praticamente costante, per poi riprendere a scendere.

## Cronologia delle esplosioni
Il seguente è l'elenco delle esplosioni finora osservate o scoperte in immagini d'archivio:

### 1863
La prima esplosione fu scoperta dall'astronomo inglese Norman Robert Pogson il 20 maggio 1863, il sistema era di 9,1a.

### 1906
Scoperta d'archivio fatta nel 1940 dall'astronoma statunitense Helen L. Thomas, il sistema fu ripreso in una foto il 12 maggio 1906 di 8,80a.

### 1917
Scoperta d'archivio fatta dall'astronomo statunitense Bradley Elliott Schaefer: il 6 marzo 1917 U Scorpii era di 9,1a B.

### 1936
Scoperta d'archivio fatta dall'astronoma statunitense Helen L. Thomas, il 22 giugno 1936 U Sco fu fotografata di 8,79a
. È la prima delle tre esplosioni scoperte prima del massimo, non è stata osservata e studiata in tempo reale.

### 1945
Scoperta d'archivio fatta dall'astronomo statunitense Bradley Elliott Schaefer, il picco a 9,57a B è stato registrato il 31 maggio 1945, purtroppo esiste una mancanza di osservazioni nei 24 giorni precedenti che non permette di conoscere il giorno preciso in cui è avvenuta l'esplosione e che è precedente al 31 maggio.

### 1969
Fu scoperta da due astrofili neozelandesi, Albert Jones e Frank Maine Bateson molti giorni dopo l'esplosione durante la fase finale della discesa di luminosità, i due sono stati le uniche persone ad aver osservato questa esplosione.

### 1979
Esplosione scoperta il 23 giugno 1979 dall'astrofilo giapponese Hiroaki Narumi: il picco raggiunse la 8,7a

### 1987
L'astrofilo sudafricano Daniel ("Danie") Overbeek ha scoperto l'ottava esplosione il 5 maggio 1987 che raggiunse il 16 maggio la 10,8a. L'esplosione è stata scoperta prima che raggiungesse il picco.

### 1999
L'astrofilo tedesco Patrick Schmeer ha scoperto il 25 febbraio 1999 la nona esplosione che ha raggiunto la 7,6a. Questa fu la terza volta che l'esplosione fu scoperta prima del raggiungimento del picco.

### 2010
Esplosione scoperta dall'astrofila statunitense Barbara G. Harris il 28 gennaio 2010. Il sistema ha raggiunto la 7,8 V.
Questa eruzione è stata predetta nel 2005 dall'astronomo statunitense Bradley Elliott Schaefer.

### 2022
Esplosione scoperta il 6 giugno 2022 dall'astrofilo giapponese Masayuki Moriyama. L'outburst ha raggiunto il picco a 7,1a.

### Altre esplosioni
Oltre a queste esplosioni osservate direttamente o indirettamente, si ipotizza che il sistema stellare abbia avuto anche esplosioni negli anni 1873, 1884, 1894, 1927, 1955, 2016. La causa della mancata osservazione di queste esplosioni non osservate è dovuta al fatto che ogni anno, il 28 novembre o se l'anno è bisestile il 27 novembre, il Sole transita a soli 3,6° di distanza da U Sco rendendo impossibile osservare un'eventuale esplosione che avvenga in un periodo centrato su tale data: pertanto una parte delle esplosioni che per ragioni statistiche sono avvenute durante il periodo nel quale la nova non era visibile non sono state osservate, di alcune di esse si è potuto osservare solo la parte finale post-esplosione della discesa versa la magnitudine di quiescenza. In futuro le osservazioni tramite satelliti permetteranno di osservare tutte le esplosioni.